# Gerd Röhrs
Gerd Christian Röhrs (* 1. Mai 1930 in Hamburg; † 9. Dezember 2017) war ein Generalmajor des Heeres der Bundeswehr.

## Leben
Röhrs war nach Kriegsende 1945 zunächst in der Landwirtschaft tätig und trat 1956 als Panzergrenadier in die Bundeswehr ein. 1959 erfolgte die Beförderung zum Leutnant. 1961 absolvierte er einen Lehrgang an der Infanterieschule Hammelburg. Von 1964 bis 1966 absolvierte er den 7. Generalstabslehrgang Heer an der Führungsakademie der Bundeswehr in Hamburg, wo er zum Offizier im Generalstabsdienst ausgebildet wurde.
Im Dienstgrad eines Brigadegenerals war Röhrs von 1979 bis 1982 Kommandeur der Panzergrenadierbrigade 35 in Hammelburg und von 1982 bis 1985 als Nachfolger von Karl-Eberhard Grumer Kommandeur der Offizierschule des Heeres (OSH) in Hannover. Von 1985 bis 1987 war er als Nachfolger von Hans-Kurt Nolzen im Dienstgrad eines Generalmajors Stellvertreter des Kommandierenden Generals des I. Korps in Münster.
Röhrs war Ingenieur (grad.), verheiratet und hatte drei Kinder.